# Звичайна водяна змія
Звичайна водяна змія (Enhydris enhydris) — отруйна змія з роду водяних змій родини гомалопсових (Homalopsidae). Інші назви «веселкова водяна змія», «смугаста водяна змія», «гладенька водяна змія».

## Опис
Загальна довжина досягає 50—60 см, дуже рідко 80 см. Голова невелика з характерним для водяних змій плескатим рилом. Великі очі розташовуються на верхній стороні голови. Округла луска тулуба гладенька, без кілів, які надають змії веселковий відлив. Колір спини оливковий або коричневий, черево світле — кремове або жовтувате. Горло та підборіддя жовті з темними відмітинами. Кілька поздовжніх неяскравих світло-коричневих смуг тягнуться вздовж тулуба, від шиї до кінчика хвоста.

## Спосіб життя
Полюбляє вологі заболочені місцини, часто зустрічається на рисових полях, у волових ямах, невеливких річках. Велику частину життя проводить у воді, гарно плаває, також на суші відчуває себе впевнено. Харчується жабами й пуголовками, рідше рибою.
Це живородна змія. Самки народжують до 18 дитинчат.

## Розповсюдження
Мешкає на південному сході Китаю, в Індонезії, Малайзії, Сінгапурі, В'єтнамі, Камбоджі, Лаосі, Таїланді, Бангладеші. Іноді зустрічається у центральних і східних районах Індії та на Шрі-Ланці.